# Дарко Глішич
Дарко Глішич (мак. Дарко Глишиќ, нар. 23 вересня 1991, Скоп'є) — македонський футболіст, захисник кіпрського клубу «Докса».
Виступав, зокрема, за клуби «Динамо» (Тбілісі) та «Вардар», а також національну збірну Македонії.

## Клубна кар'єра
Народився 23 вересня 1991 року в місті Скоп'є.
У дорослому футболі дебютував 2010 року виступами за команду «Вардар», в якій того року взяв участь у 4 матчах чемпіонату. 
Згодом з 2010 по 2012 рік грав у складі команд «Олімпік» (Сараєво), «Скоп'є», «Напредок» (Кичево) та «Тетекс».
Своєю грою за останню команду привернув увагу представників тренерського штабу клубу «Динамо» (Тбілісі), до складу якого приєднався 2012 року. Відіграв за тбіліських динамівців наступні два сезони своєї ігрової кар'єри. Більшість часу, проведеного у складі тбіліського «Динамо», був основним гравцем захисту команди.
У 2014 році повернувся до клубу «Вардар». Цього разу провів у складі його команди чотири сезони. 
Протягом 2018—2021 років захищав кольори клубів «Септемврі», «Арда» (Кирджалі) та «Шкупі».
До складу клубу «Докса» приєднався 2021 року. Станом на 12 березня 2021 року відіграв за клуб з Катокопії 5 матчів в національному чемпіонаті.

## Виступи за збірні
У складі юнацької збірної Македонії (U-19) взяв участь у 12 іграх.
Протягом 2010–2013 років залучався до складу молодіжної збірної Македонії. На молодіжному рівні зіграв у 16 офіційних матчах.
У 2013 році дебютував в офіційних матчах у складі національної збірної Македонії.